# Wehrpflichtkrise von 1944
Die Wehrpflichtkrise von 1944 war eine politische und militärische Krise, die sich in Kanada während des Zweiten Weltkriegs als Folge der Einführung der Wehrpflicht ereignete. Sie hatte ähnliche Ursachen wie die Wehrpflichtkrise von 1917, die politischen Folgen waren jedoch weitaus weniger gravierend. Der kanadische Premierminister Mackenzie King (von 1935 bis 1948) hatte im Wahlkampf 1940 versprochen, auf die Wehrpflicht zu verzichten. Zwei Jahre später setzte die Regierung eine Volksabstimmung zu dieser Frage an. Die Wehrpflicht wurde von den Anglokanadiern mit großer Mehrheit angenommen, während die Frankokanadier sie ebenso deutlich ablehnten. Eingeführt wurde die Wehrpflicht schließlich Ende 1944, aber nur sehr zögerlich. Letztlich gelangten nur 2463 wehrpflichtige Soldaten an die Front am Boden, womit diese Maßnahme aus militärischer Sicht kaum Bedeutung hatte.

## Hintergrund

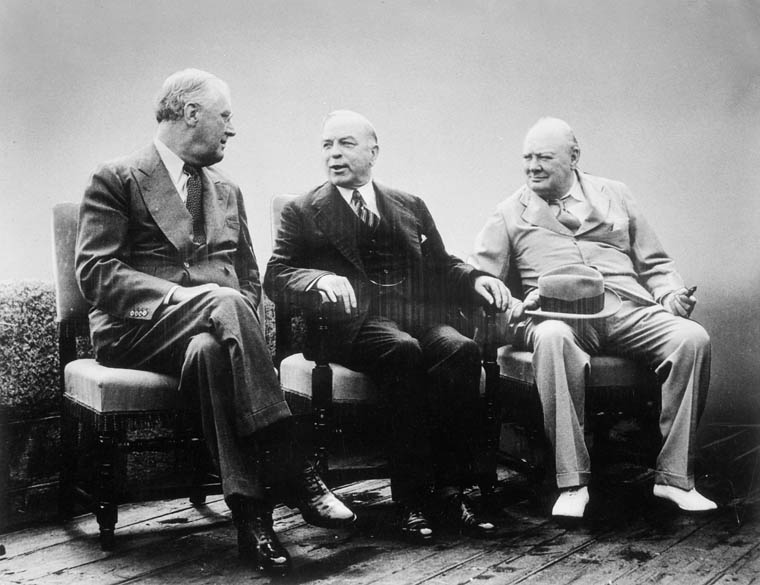
Franklin D. Roosevelt, William Lyon Mackenzie King und Winston Churchill (1943)

Premierminister William Lyon Mackenzie King hatte Kanada nach der Zerschlagung der Tschechoslowakei durch Deutschland mit dem Slogan No Neutrality, No Consription an die Seite des Vereinigten Königreichs geführt und eine allgemeine Wehrpflicht (auch vor dem Hintergrund der Wehrpflichtkrise von 1917) ausgeschlossen. Kanada erklärte nach dem deutschen Überfall auf Polen dem Deutschen Reich am 10. September 1939 den Krieg und entsandte eine Division nach Europa, die aber vor der Eroberung Frankreichs nicht mehr zum Einsatz kommen konnte. 1940 versprach Premierminister William Lyon Mackenzie King, das direkte militärische Eingreifen Kanadas zu beschränken. Viele Kanadier unterstützten Kings Versprechen, selbst als sich abzeichnete, dass der Krieg lange andauern würde.
Wie bereits während des Ersten Weltkriegs schlossen sich junge Frankokanadier den wenigen traditionell französischsprachigen Infanterie-Regimentern der kanadischen Armee an. Im Kasernenleben und bei der Ausbildung wurde Französisch gesprochen, nur die Kommando- und Funksprache war Englisch. Die übrigen Einheiten der Armee waren hingegen anglisiert, da die Ausbildung bei technischen Einheiten nur in englischsprachigen Zentren verfügbar war.
Zahlreiche frankophone Einheiten hätten durchaus zu einer Division zusammengefasst werden können, doch wurden diese wegen des Mangels an französischsprachigen Ausbildern auf englischsprachige Divisionen verteilt. Dadurch wurde die Chance verpasst, in der Provinz Québec und anderen frankophonen Gegenden ein politisch günstigeres Klima für die Zustimmung zum Kriegseinsatz zu schaffen. Im Juni 1940 erließ die Regierung den National Resources Mobilization Act (NRMA), der es ihr erlaubte, Frauen und Männer zu registrieren und diese in kriegswichtigen Industrien einzusetzen; der Einsatz in Übersee war jedoch nicht gestattet.

## Volksabstimmung 1942
1941 gab es genügend Freiwillige für die Bildung von fünf Übersee-Divisionen. Die Konservative Partei setzte Premierminister King unter Druck, damit dieser beim Generalgouverneur um die Einführung der Wehrpflicht ersuche. King wollte diesen Schritt jedoch nicht ohne Unterstützung des Volkes wagen und setzte für den 27. April 1942 eine Volksabstimmung an. Die Regierung bat die Bevölkerung nicht direkt um die sofortige Einführung der Wehrpflicht, sondern darum, die vor der Unterhauswahl 1940 gemachten Versprechungen zurücknehmen zu dürfen. Kings berühmtes Zitat conscription if necessary, but not necessarily conscription („Wehrpflicht falls notwendig, jedoch nicht notwendigerweise Wehrpflicht“) widerspiegelte den mehrdeutigen Charakter der Abstimmung.
Die Zustimmung in Kanada betrug 63,3 %, im englischsprachigen Teil des Landes sogar 83 %. Auf Ablehnung stieß die Vorlage jedoch im frankophonen Teil, insbesondere in Québec, wo gegnerische Komitees (darunter eines von Henri Bourassa, dem erbittertsten Gegner der Wehrpflicht von 1917) fast drei Viertel der Bevölkerung überzeugen konnten. Daraufhin brachte die Regierung einen Gesetzesvorschlag ein, der jene Teile des NRMA aufhob, die das Verbot der Wehrpflicht für Einsätze in Übersee betrafen. Die Zustimmung zur sofortigen Einführung der Wehrpflicht war jedoch nicht einhellig, so kam es in Montreal zu Ausschreitungen. In Toronto, eigentlich eine Hochburg der Wehrpflichtbefürworter, wurde der frühere konservative Premierminister Arthur Meighen bei einer Nachwahl geschlagen.
Ergebnisse der Volksabstimmung vom 27. April 1942:

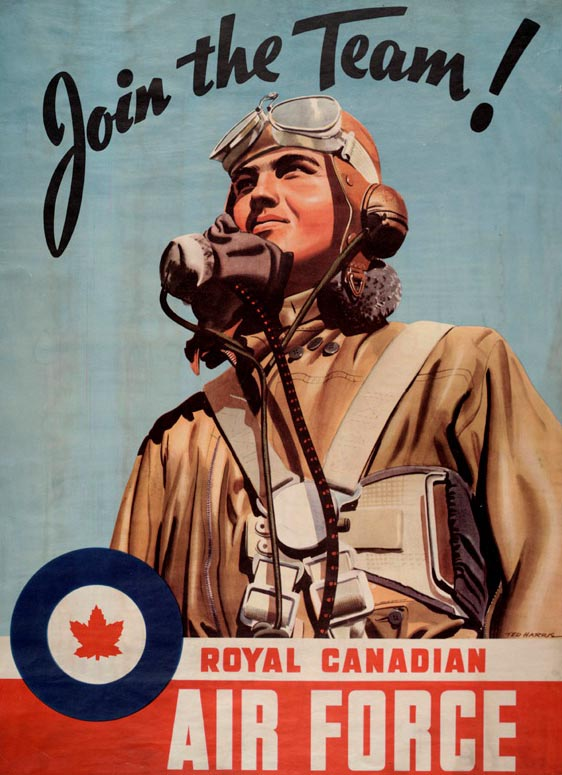
Werbeplakat der Royal Canadian Air Force

|                      | Ja        | Anteil | Nein      | Anteil |
| -------------------- | --------- | ------ | --------- | ------ |
| Alberta              | 186.624   | 71,1 % | 75,880    | 28,9 % |
| British Columbia     | 253.844   | 80,4 % | 62.033    | 19,6 % |
| Manitoba             | 218.093   | 80,3 % | 53.651    | 19,7 % |
| New Brunswick        | 105.629   | 69,8 % | 45.743    | 30,2 % |
| Nova Scotia          | 120.763   | 77,1 % | 35.840    | 22,1 % |
| Ontario              | 1.202.953 | 84,0 % | 229.847   | 16,0 % |
| Prince Edward Island | 23.568    | 82,9 % | 4.869     | 17,1 % |
| Québec               | 375.650   | 27,9 % | 971.925   | 72,1 % |
| Saskatchewan         | 183.617   | 73,1 % | 67.654    | 26,9 % |
| Yukon-Territorium    | 847       | 74,4 % | 291       | 25,6 % |
| Zivile Stimmen       | 2.670.088 | 63,3 % | 1.547.724 | 36,7 % |
| Militärische Stimmen | 251.118   | 80,5 % | 60.885    | 19,5 % |
| Total                | 2.921.206 | 64,5 % | 1.608.609 | 35,5 % |

## Einführung der Wehrpflicht
Nach den Kampagnen in Italien 1943 und der Invasion der Normandie 1944 erwies sich die Zahl neuer freiwilliger Rekruten als ungenügend, um die in Europa erlittenen Bestandesverluste auszugleichen, insbesondere bei der Infanterie. Als eine Brigade 1943 zur Schlacht um die Aleuten entsandt wurde, befanden sich in ihren Reihen auch einige hundert Wehrpflichtige, da die Aleuten in Nordamerika liegen und der Einsatz deshalb nicht in „Übersee“ stattfand.

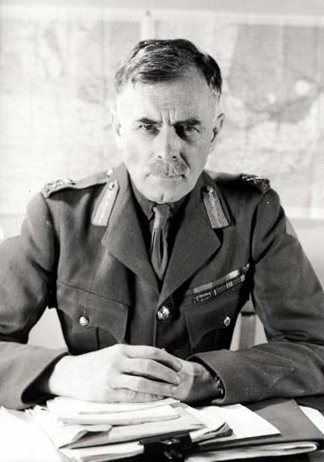
Andrew McNaughton

Die frankokanadischen Minister im Kabinett und die frankophone Bevölkerung im Allgemeinen misstrauten Verteidigungsminister James Ralston zutiefst. Premierminister King war deshalb überzeugt, es sei aus politischen Gründen notwendig, ihn zu ersetzen. An Ralstons Stelle trat am 1. November 1944 General Andrew McNaughton, der als Gegner der Wehrpflicht galt. Zwar waren die Marine und die Luftwaffe im Sollbestand, doch McNaughton war nicht in der Lage, für das Heer genügend Freiwillige zu rekrutieren. Einige Kabinettsmitglieder drohten mit ihrem Rücktritt, was die Regierung zu Fall gebracht hätte.
Schließlich wurden 12.908 Wehrpflichtige, die im NRMA-Programm involviert waren, nach Europa entsandt. Nur gerade 2463 gelangten überhaupt an die Front; von diesen verloren 79 ihr Leben. Aus der allgemeinen Bevölkerung war niemand zum Dienst verpflichtet worden. Mit seiner Verzögerungstaktik verhinderte King eine ernsthafte politische Krise, da er sich nicht erkennbar auf eine Seite geschlagen hatte. Gleichwohl verschlechterte sich das Verhältnis zwischen anglophonen und frankophonen Kanadiern, wenn auch bei weitem nicht so sehr wie 1917.
Ab 1943 war in Kanada deutlicher geworden, dass die Vernichtung der Juden, die Shoa, ein wesentliches deutsches Kriegsziel war. Erst jetzt begann man, erste Schritte gegen Antisemitismus zu tun, zumal es eine geringe, aber lautstarke Gruppe kanadischer Nationalsozialisten gab. Im März 1944 meldete der New Yorker Aufbau in einer kleinen Notiz: Kanada will Rassenhetze unter Strafe stellen.

## Notizen
1. ↑  Gordon C. Case: The Lessons Of Munich: Mackenzie King’s Campaign To Prepare Canada For War. Canadian Military Journal, Winter 2004, S. 82.
2. ↑  Die meisten Kanadier starben als Flieger im kontinentalen Luftraum Europas, insbesondere gegen Kriegsende bei Kämpfen um den Rheinübergang am Niederrhein, z. B. Operation Plunder, aber auch z. B. in Mecklenburg. Unter ihnen gab es viele jüdische Flieger. Das Flugpersonal bestand nur aus Freiwilligen.
3. ↑  Ausgabe vom 31. März 1944, S. 4.